# Landratsbezirk Erbach
Der Landratsbezirk Erbach (offiziell: Großherzoglich Hessischer Gräflich Erbach Erbach und Gräflich Erbach Fürstenauischer Landraths-Bezirk) war ein Landratsbezirk im Großherzogtum Hessen mit Sitz in Erbach. 1822 gegründet ging er 1848 im Regierungsbezirk Erbach auf.

## Geschichte

### Entstehung
Im Zuge der Verwaltungsreformen von 1820 bis 1823 im Großherzogtum wurden auch auf unterer Ebene Rechtsprechung und Verwaltung getrennt und die Aufgaben der überkommenen Ämter in Landratsbezirken – zuständig für die Verwaltung – und Landgerichten – zuständig für die Rechtsprechung – neu organisiert. In den Dominiallanden, in denen der Staat weitgehend alle Hoheitsrechte in seiner Hand vereinigte, geschah das flächendeckend 1821. In den „Souveränitätslanden“, in denen die Rechte der Standesherren und der Patrimonialgerichtsherren weiter in den Händen adeliger Familien lag, war das nicht ohne weiteres möglich. Hier schufen erst Vereinbarungen zwischen den adeligen Inhabern dieser Rechte und dem Staat die Grundlage für die Reform. Im Odenwald dominierten diesbezüglich die Grafen von Erbach. Ein entsprechendes Abkommen kam 1822 zustande. Der Kompromiss beinhaltete, dass die Inhaber der Patrimonialgerichtsbarkeit ihre Rechte weiter ausübten, die Struktur, in der das geschah, aber der staatlichen angeglichen wurde. Daraufhin wurde der Großherzoglich Hessische Gräflich Erbach Erbach und Gräflich Erbach Fürstenauische Landraths-Bezirk gegründet. In dem Landratsbezirk wurden die nachfolgenden Gebiete zusammengeführt:
- das Amt Erbach,
- das Amt Reichenberg,
- das Amt Michelstadt,
- das Amt Fürstenau,
- das Amt Freienstein,
- das Amt Rothenberg und
- Kirch-Beerfurth, ein Kondominat zwischen den beiden Linien der Fürsten von Löwenstein-Wertheim und den Grafen zu Erbach-Erbach.

Der Landratsbezirk bestand aus
- 30 Orten der Grafschaft Erbach-Erbach,
- 38 Orten der Grafschaft Erbach-Fürstenau und
- dem Kondominat Kirch-Beerfurth, einem Ort, der ursprünglich ein Kondominat zwischen der Landgrafschaft Hessen-Darmstadt und der Kurpfalz gewesen war und nach dem Reichsdeputationshauptschluss ganz zu Hessen-Darmstadt – und damit dem Großherzogtum Hessen – gehörte.[4] Der Landratsbezirk Erbach war damit einer der umfangreichsten im ganzen Großherzogtum.

Die durch die Trennung von Verwaltung und Rechtsprechung jetzt erforderlichen Gerichte erster Instanz in dem Bereich, den der Landratsbezirk Erbach abdeckte, waren die ebenfalls neu eingerichteten Landgerichte Beerfelden und Michelstadt.

### Weitere Entwicklung
Die nächste Gebietsreform im Großherzogtum Hessen fand 1832 statt, wobei jeweils mehrere Landratsbezirke zu einem Kreis zusammengefasst wurden. Von dieser Reform blieb der Landratsbezirk Erbach unberührt und somit zunächst erhalten.

### Ende
Erst mit der Märzrevolution 1848 wurden die dem staatlichen Gewalten- und Rechtsprechungsmonopol entgegenstehenden Vorrechte der Standesherren beseitigt und auch die bestehende Gebietsstruktur der Verwaltung zerschlagen, wobei der Landratsbezirk Erbach aufgrund seiner Größe in erheblichem Maß den neu gegründeten Regierungsbezirk Erbach ausmachte. Hinzu kamen weiter der Landratsbezirk Wimpfen und der Landratsbezirk Breuberg. Auch als der Staat in der Reaktionsära 1852 scheinbar die vorrevolutionären Zustände wieder herstellte, achtete er darauf, dass die durch die Revolution an den Staat gelangten vormaligen hoheitlichen Rechte der Standesherren beim Staat verblieben. So wurde auf dem Gebiet des vormaligen Landratsbezirks Erbach der Kreis Erbach – mit marginalen Grenzberichtigungen zum benachbarten Kreis Lindenfels – und analog der Struktur im übrigen Großherzogtum gegründet.

### Landräte
- 1822–1841 Carl Benignus Dosch, zuvor gräflich erbachischer Kanzleirat in Michelstadt[8]
- 1841–1848 Johann Baptist Wolf[9]

## Gliederung
Der Landratsbezirk war in 29 Bürgermeistereien gegliedert, die dem Landrat unterstanden. Dabei wurden mehrere kleinere Ortschaften häufig durch eine Bürgermeisterei verwaltet. Seit 1822 konnten die Hessischen Gemeinden ihre Bürgermeister selbst wählen und es wurden keine Schultheiße mehr eingesetzt. Die Bürgermeistereien des Landratsbezirks waren:
1. Airlenbach mit Olfen
2. Beerfelden
3. Bullau mit dem Weiler Bullauer Eutergrund
4. Erbach (Stadt)
5. Erbach-Dorf mit Ernsbach, Erlenbach (Erbach) und Erbuch
6. Erzbach mit Rohrbach
7. Falkengesäß
8. Gammelsbach
9. Großgumpen mit Klein-Gumpen
10. Günterfürst mit Elsbach, Ebersberg, Haisterbach, Lauerbach, Roßbach und Schönnen
11. Güttersbach mit Hiltersklingen (erbachischer Teil) und Teile von Hüttenthal
12. Hetzbach mit Etzean
13. Kailbach (jenseits; östlich des Itterbachs) mit Galmbach und Hesselbach
14. Kirchbeerfurt mit Bockenrod, Ober- und Untergersprenz
15. Laudenau mit Winterkasten
16. Michelstadt mit Stockheim
17. Oberfinkenbach mit Hinterbach und Raubach
18. Oberkainsbach mit Niederkainsbach
19. Obermossau mit Steinbuch
20. Oberostern mit Unterostern
21. Obersensbach mit Hebstahl und Untersensbach
22. Reichelsheim mit Eberbach und Frohnhofen
23. Rothenberg mit Heimbrunn, Unterfinkenbach und Kortelshütte
24. Schöllenbach mit Hohberg (ein Weiler in der Gemarkung Schöllenbach) und Kailbach (diesseits, westlich des Itterbachs)
25. Steinbach mit Asselbrunn, Rehbach und Teilen von Langenbrombach
26. Untermossau
27. Weitengesäß mit Momart
28. Würzberg mit Eulbach und drei Häusern im Eutergrund, dem Würzberger Eutergrund
29. Zell

## Parallele Fachverwaltungen

### Finanzen
Der Bezirk hatte kein Rentamt, da alle Orte aus standesherrlichen Besitz kamen und somit keine Domialorte waren, für deren Einnahmen die Rentämter zuständig waren.
Davon getrennt war die Steuerverwaltung. Der Landratsbezirk gehörte in Teilen zu den Steuerbezirken Hirschhorn und Michelstadt. Der Steuerbezirk Hirschhorn umfasste die Landratsbezirke Hirschhorn und Wimpfen sowie die Distrikteinnehmerei Beerfelden aus dem Landratsbezirk Erbach und war der Obereinnehmerei Bensheim unterstellt. Der Steuerbezirk Michelstadt bestand aus den beiden Distrikteinnehmereien Michelstadt und Reichelsheim, die der Obereinnehmerei Bensheim unterstanden. Den drei Distrikteinnehmereien des Landratsbezirks Erbach waren wie folgt die Orte zugeordnet. 1. Beerfelden mit Airlenbach, Etzean, Falkengesäß, Galmbach, Gammelsbach, Güntersbach, Hebstahl, Heimbrunn, Hesselbach, Hetzbach, Hiltersklingen, Teile von Hohberg, Hüttenthal, Kailbach, Oberfinkenbach, Obersensbach, Olsen, Raubach, Rothenberg, Schöllenbach, Unterfinkenbach, Untermossau, Untersensbach; 2. Michelstadt mit Bullau, Ebersberg, Erbach-Dorf und Stadt Erbach, Erbuch, Erlenbach, Ernsbach, Eulbach, Eutergrund, Günterfürst, Haisterbach, Langenbrombach, Teile von Lauerbach, Momart, Rohrbach, Roßbach, Schönnen, Steinbach, Stockheim, Weitengesäß, Würzberg und Zell; 3. Reichelsheim mit Bockenrod, Eberbach, Erzbach, Frohnhofen, Großgumpen, Kirchbeerfurt, Kleingumpen, Laudenau, Niederkainsbach, Obergersprenz, Oberkainsbach, Obermossau, Oberostern, Pfaffenbeerfurt (aus dem Landratsbezirk Lindenfels), Rohrbach, Steinbuch, Untergersprenz, Unterostern und Winterkasten.
Der Bezirk gehört zum Hauptzollamt Heppenheim und hatte Grenzzollämter II. Classe in Gammelsbach und Eulbach.

### Forst
Eine großherzogliche Forstverwaltung wurde in diesem Bezirk nicht etabliert. Die bestehenden standesherrlichen Forstreviere Bullau, Erbach, Eulbach, Falkengesäß, Gammelsbach, Hetzbach, Hohberg, Hüttenthal, Rehbach, Reichenberg und Zell blieben bestehen.

### Kirche
Die Kirchverwaltung im Bezirk bestand aus den beiden lutherischen Inspektoraten Brensbach und Michelstadt. Daneben bestanden weiter
das standesherrliche Kirchenregiment der Erbacher Fürstenfamilie. Zum lutherischen Inspektorat Brensbach gehören mit ihren jeweiligen Filialen: 1. die Pfarrei Brensbach (aus dem Bezirk Reinheim) mit Niederkainsbach; 2. die Pfarrei Erbach mit Ebersberg, Elsbach, Erbach-Dorf, Erbuch, Erlenbach, Ernsbach, Günterfürst, Haisterbach, Lauerbach, Roßbach und Schönnen; 3. die Pfarrei Reichelsheim mit Bockenrod, Eberbach, Teilen von Erzbach, Frohnhofen, Großgumpen, Obergersprenz, Oberkainsbach, Oberostern, Pfaffenbeerfurt (aus dem Landratsbezirk Lindenfels), Rohrbach, Untergersprenz und Unterostern; 4. die zur Pfarrei Neunkirchen gehörenden Filialorte Kleingumpen, Laudenau und Winterkasten. Zum lutherischen Inspektorat Michelstadt gehörten: 1. die Pfarrei Beerfelden mit Airlenbach, Etzean, Falkengesäß, Gammelsbach, Hebstahl, Hetzbach, Hinterbach, Hohberg, Kailbach diesseits, Oberfinkenbach, Obersensbach, Raubach, Schollenbach und Untersensbach; 2. die Pfarrei Güttersbach mit Hiltersklingen, Hüttenthal, Olfen und Untermossau; 3. die Pfarrei Michelstadt mit Asselbrunn, Bullau, Eulbach, Eutergrund, Langenbrombach, Momart, Obermossau, Rehebach, Steinbach, Steinbuch, Stockheim, Weitengesäß, Würzberg und Zell; 4. die Pfarrei Rothenberg mit Heimbrunn und Unterfinkenbach. Der Ort Kirchbeerfurt gehörte zur Pfarrei Fränkisch-Crumbach des Inspektorats Reinheim. Die Ortschaft Unterhebstahl gehörte zur badischen, evangelisch protestantischen Pfarrei (Wald-)Katzenbach. Die katholische Pfarrei Hesselbach mit ihren Filialen Galmbach, Kailbach (jenseits), war keinem Landkapitel zugeordnet.
Die Consistorien des standesherrliche Kirchenregiment waren 1. das Consistorium zu Erbach der Grafen von Erbach-Erbach für die gräflichen Pfarreien Brensbach, Erbach, Reichelsheim und dem Inspektorat Brensbach; 2. das Consistorium zu Michelstadt der Grafen von Erbach-Fürstenau mit den gräflichen Pfarreien Beerfelden, Güttersbach, Michelstadt, Rothenberg und dem Inspektorat Michelstadt.

## Historische Beschreibung
Die „Statistisch-topographisch-historische Beschreibung des Großherzogthums Hessen“ berichtet 1829 über den Landratsbezirk Reinheim:

Lage und Grenzen werden beschrieben als: „Der Bezirk liegt zwischen dem 49° 29′ und 49° 47′ nördlicher Breite und zwischen dem 26° 26′ und 26° 48′ östlicher Länge. Die Grenzen sind gegen Norden: die Bezirke Reinheim und Breuberg; gegen Osten: das Königreich Baiern: gegen Süden: das Großherzogtum Baden und der Bezirk Hirschhorn; gegen Westen der Bezirk Lindenfels.“

Die Natürliche Beschaffenheit als: „a) Oberfläche und Boden: Aus dem Bairischen, über Mudau und Schlössau zieht ein Gebirgsrücken an der östlichen Seite des Bezirks hin, über Hesselbach, Würzberg, Eulbach und weiter in den Bezirk Breuberg. Er bildet mitunter die unwirthbarsten Höhen; der Rücken dieses Gebirgs, ist fast ganz eben und größtentheils breit. An diesem Rücken endigen sich fast alle Thäler, und auf ihm zieht der Länge nach, die sogenannte hohe Straße vom Main in das Hohenlohische, und auf ihm befinden sich die römischen Befestigungen nebst Bädern, Grabmälern und sonstigen Alterrhümern, um deren Auffindung sich Knapp so viele Verdienste erworben hat. Die bedeutendsten Höhen dieses Gebirgsrückens sind der Krähberg 2255 Hess. Fuß (0,25 m), der Würzberg 2139 Hess. Fuß (0,25 m) und die Eulbacher Höhe 2018 Hess. Fuß (0,25 m) über der Meeresfläche erhaben. Der ganze Bezirk ist nichts als Berg und Thal. Die Berge sind zum Theil mit ungeheuren Granit- und Syenitblöcken besetzt, mit Wald bewachsen und zum Theil sehr rauh und öde. Doch ist kein Gipfel ist unersteigbar. Die Thäler sind fruchtbar, enthalten die anmuthigsten und prachtvollsten Wiesengründe, sind von vielen Quellen bewässert, aber enge und klein. Die größeren Ebenen liegen meist auf den Höhen. Die reizendsten und herrlichsten Naturschönheiten bieten sich in Menge dar, ausgezeichnet ist das liebliche Mimlingthal. Die Güte des Bodens ist sehr verschieden, er ist zum Theil sehr lehmhaltig, zum Theil sehr steinig. Die abhängige Lage so vieler Felder macht deren Bau mühsam und kostspielig. Die Dung muß oft weit hergeholt und mit vieler Mühe auf die Felder gebracht werden. b) Gewässer: 1) die Mimling; 2) der Gammelsbach; 3) der Itterbach; 4) der Finkenbach.“

Die Bevölkerung als:  „Diese beträgt 24,242 Seelen, unter diesen sind 22,275 Luth.; 158 Evangel. Protest.; 1148 Kath.; 179 Reform. und 482 Juden, welche zusammen 2 Städte, 3 Marktflecken, 63 Dorfer, 2 Weiler, überhaupt 2851 Häuser bewohnen.“

Die Naturprodukte als: „725 Pferde, 70 Fohlen, 24 Bullen, 1199 Ochsen, 4958 Kühe, 3320 Rinder, 5312 Schweine, 6882 Schaafe, 297 Ziegen und 137 Esel. Die verschiedenen Parks enthalten sehr viel Wildbrett; an mehreren Orten finden sich Auerhähne, Fische, besonders gute Forellen. Korn, Gerste, Spelz, Hafer, Heidekorn, Kartoffel, Flachs, Welschnüsse, Zwetschen; viel Holz. Aus dem Mineralreich Eisen: zu Michelstadt, Steinbach, Rehebach, Langenbrombach, Momart, Oberkainsbach, Zell, Obermossau; von welchen Orten die drei ersteren die wichtigsten Eisenbergwerke haben; die übrigen werden zum Theil jetzt nicht mehr benutzt. Sandsteine zu Steinbach, die besten der Provinz, ihnen folgen die zu Lauerbach, Olsen, Oberkainsbach, rothe und weiße; Michelstadt, Obermossau, rothe und weiße; gute Porzellanerde zu Ober- und Niederostern, die aber nicht benutzt wird; Kalksteine bei Michelstadt und Dorf-Erbach.“

Gewerbe und Handel als: „Ackerbau, Viehzucht, Fabriken und Handwerke. Der Ackerbau ist in mehreren Gegenden, wegen des kalten Climas, des sterilen, steinigen und abhängigen Bodens, vielen Schwierigkeiten unterworfen. Die städtischen Gewerbe geben viel Nahrung. Bedeutend sind die Tuchmachereien in Beerfelden, Erbach, Michelstadt, so wie die Wollmaschinenspinnereien in Erbach und Michelstadt. In Beerfelden befinden sich auch Strumpfwebereien und Färbereien. Zu Erbach werden gute Gewehre verfertigt. Gerbereien zu Erbach und Michelstadt. Eine Eisenschmelze ist zu Steinbach, die sehr schön geformte Gußwaaren liefert; Eisenhämmer befinden sich zu Michelstadt, Gammelsbach, Güttersbach, Schöllenbach und Steinbach. Michelstadt verfertigt gute Feuerspritzen. Berühmt ist das Michelstädter, Mossauer und Beerfelder Bier. Eine Stockfabrik ist zu Reicheisheim. Papiermühlen befinden sich zu Erbach, Zell, Oberfinkenbach, Untermossau und Laudenau, letztere ist eine Pappendeckelmühle. Gypsmühlen zu Gammelsdach, Hetzbach; Lohmühlen zu Michelstadt, Dorf-Erbach, Stockheim, Walkmühlen zu Michelstadt, Falkengesäß, Stockheim und Dorf-Erbach. Ueberhaupt finden sich 52 Mahl-, 15 Oel-, 17 Schneide-. 6 Walk-, 5 Loh-, 2 Gyps- und 5 Papiermühlen. Zu Gammelsbach wird die Holzflößerei ziemlich stark betrieben. Die Fabrikation der Wollentücher, die einen hohen Grat von Vollkommenheit erreicht haben, setzt nicht nur eine Menge Hände durch die Spinnereien, Webereien und Färbereien in Thätigkeit, sondern bringt auch durch den bedeutenden Absatz, der freilich in neuern Zeiten sehr abgenommen hat, viel Geld in Cirkulation. Diese Tücher geben den Hauptausfuhrartikel ab, so wie die Eisenwerke viel Schmied- und Guyeisen liefern. Der Bezirk exportirt viel Bier, dürre Zwetschen, viel Nüsse, letztere besonders nach Sachsen, Holz und Sandsteine. Die Chaussee von Darmstadt an den Neckar zieht durch Rehebach, Steinbach, Michelstadt, Stockheim, Erbach, Lauerbach, Schönnen, Ebersberg, Hetzbach, Beerfelden und Gammelsbach; sodann die Chaussee von Michelstadt in den Bezirk Breuberg geht durch Zell.“